# Stary Sącz (stacja kolejowa)
Stary Sącz – stacja kolejowa położona w Starym Sączu, w województwie małopolskim, w Polsce.

## Ruch pasażerski
| Rok  | Wymiana pasażerska na dobę |
| ---- | -------------------------- |
| 2017 | 20-49                      |
| 2022 | 150-199                    |

W latach 2022–2023 budynek dworca przeszedł gruntowny remont i został kompletnie przebudowany.

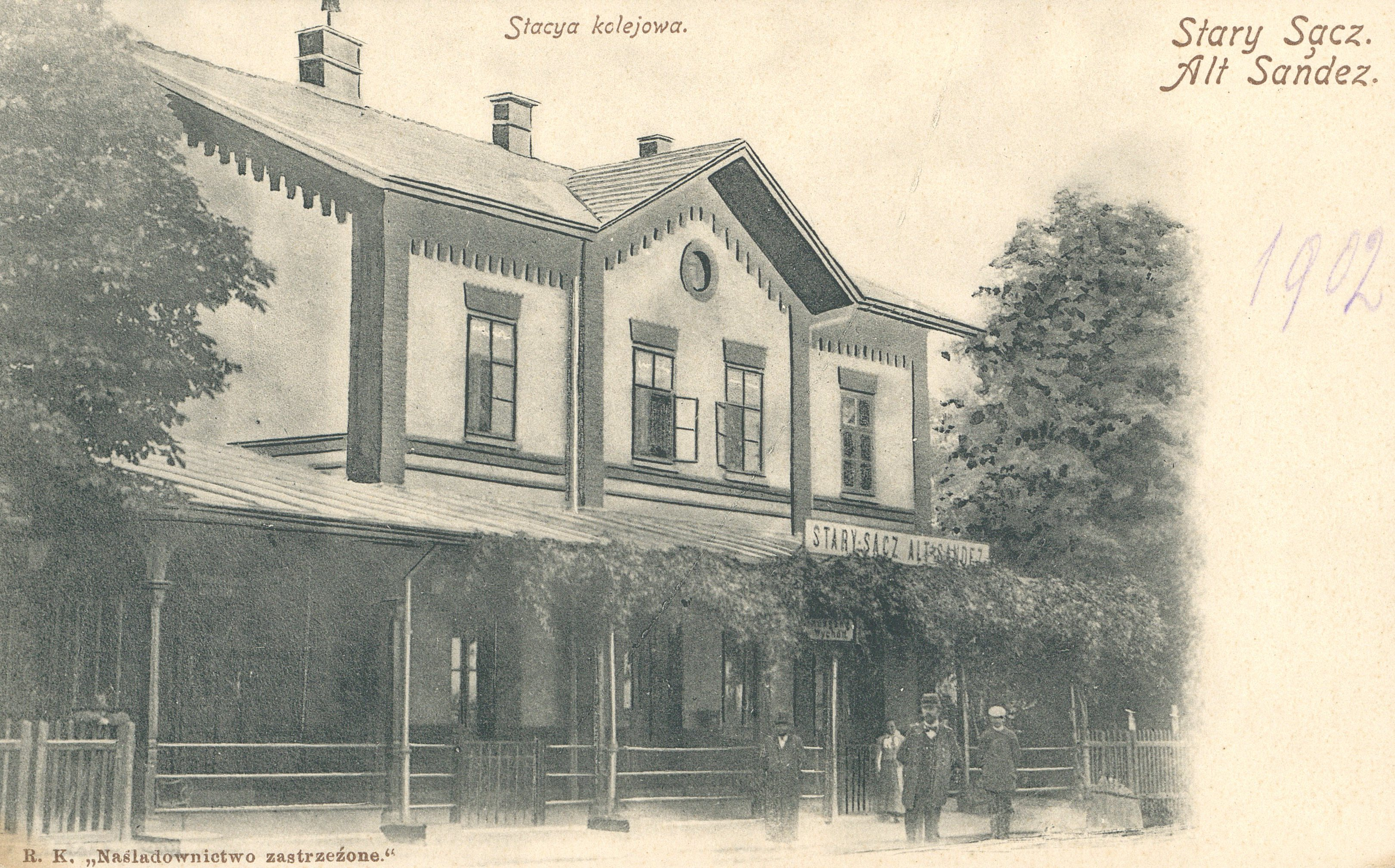
Dworzec około 1902